# Gertrud Arndt
Gertrud Arndt (Ratibor, 20 de setembro de 1903 — Darmstadt, 10 de julho de 2000) foi uma fotógrafa, especialista têxtil e designer alemã, associada ao movimento da Bauhaus. Hoje ela é lembrada e considerada uma pioneira dos auto-retratos nos anos de 1930.

## Biografia
Gertrud Arndt (com o sobrenome de solteira Hantschk), nasceu em 20 de Setembro de 1903, em Ratibor, Upper Silesia (hoje Racibórz, Polônia). Antes de se matricular na Bauhaus, Gertrud iniciou um aprendizado de três anos em 1919 no escritório de arquitetura de Karl Meinhardt em Erfurt, onde sua família morava na época. Enquanto trabalhava no escritório, por sugestão de seu empregador, ela começou a fotografar prédios e paisagens urbanas, aprendendo sozinha técnicas de fotografia.Ela também frequentou cursos de tipografia, desenho e história da arte na Escola de Artes Industriais Kunstgewerbeschule.
Era o sonho de Arndt se tornar arquiteta. Em 1923, foi-lhe concedida uma bolsa de estudos para ingressar na renomada Escola de Artes Bauhaus na Alemanha e, ao visitar a primeira exposição da instituição em Weimar, ela tomou a decisão de prosseguir com seus estudos na Bauhaus, matriculando-se no semestre de inverno de 1923-1924. No entanto, ao chegar lá, Arndt recebeu a notícia de que não existia um programa dedicado à arquitetura.  Como resultado, após concluir o curso introdutório, ela foi realocada para o setor de tecelagem. Por conta disso, ela permaneceu no departamento de tecelagem até o ano de 1927, onde participou de forma produtiva e criativa em diversos projetos, produzindo tapetes abstratos e designs têxteis visualmente espetaculares. Gertrud concluiu seus estudos na Escola de Artes alemã com um exame final realizado na guilda dos tecelões no município de Glauchau.
Ao sair da Bauhaus Gertrud não voltou a trabalhar com design têxtil ou tecelagem, passando a se dedicar a fotografia, na qual continuou aprimorando suas habilidades de maneira autodidata, como fez ao longo de toda a sua formação como fotógrafa.
No mesmo ano em que concluiu seus estudos na Bauhaus ela se casou com seu colega, o arquiteto Alfred Arndt (1896 - 1976) e, por motivos de trabalho, ambos se mudaram para o município de  Probstzella no estado de Turíngia. Em 1929 o nomearam como chefe da oficina de etensão da Bauhaus, pelo segundo diretor Hannes Meyer, e eles retornaram para a cidade de Dessau e, com isso, Gertrud Arndt se viu no papel de esposa de um mestre da Bauhaus, sem uma ocupação própria. Então, ela transformou o banheiro da casa em uma câmara escura e, por tédio, começou a fazer autorretratos, produzindo uma série de 43 obras que chamou de "Retratos de Máscara", em 1930.

Arndt descreveu a forma como a série de fotos surgiu da seguinte forma:
"... Foi assim que me sentei, em uma cadeira sem encosto, é claro. A câmera estava em frente a uma grande janela, tínhamos janelas gigantescas em Dessau. E então prendi um fio preto de barbante na velha câmera – ela não tinha temporizador – que passei por uma pedra redonda em baixo, para que a câmera não caísse. Os tripés ainda eram tão instáveis que ainda não tinham uma ponta de metal. Sentei-me com muito cuidado e olhei para a câmera. Coloquei um pincel com uma folha de jornal presa atrás de mim para poder ajustar o foco; Dei um empurrão na escova para que ela caísse e então puxei a persiana. Simplesmente, foi assim que todas foram feitas, as Fotos da Máscara."
Em 1931 sua filha Alexandra nasceu. Em 1932 os Arndts deixam a Bauhaus e retornam para Probstzella onde permaneceram até 1948. Nesse meio tempo, em 1937, Gertrud deu a luz a seu filho Hugo. E então, em 1948 a família se muda para a cidade de Darmstadt, onde Gertrud Arndt morreu em 10 de Julho de 2000.
Na década de 1980 Gertrud Arndt foi redescoberta como fotógrafa, sendo comparada com profissionais contemporâneas como Claude Cahun e Marta Astfalck-Vietz. O Arquivo/Museu do Design da Bauhaus em Berlim dedicou uma exposição especial a ela em Janeiro de 2013, relacionado pela primeira vez a sua fotografia com sua arte têxtil.

## Bauhaus e a igualdade de gênero

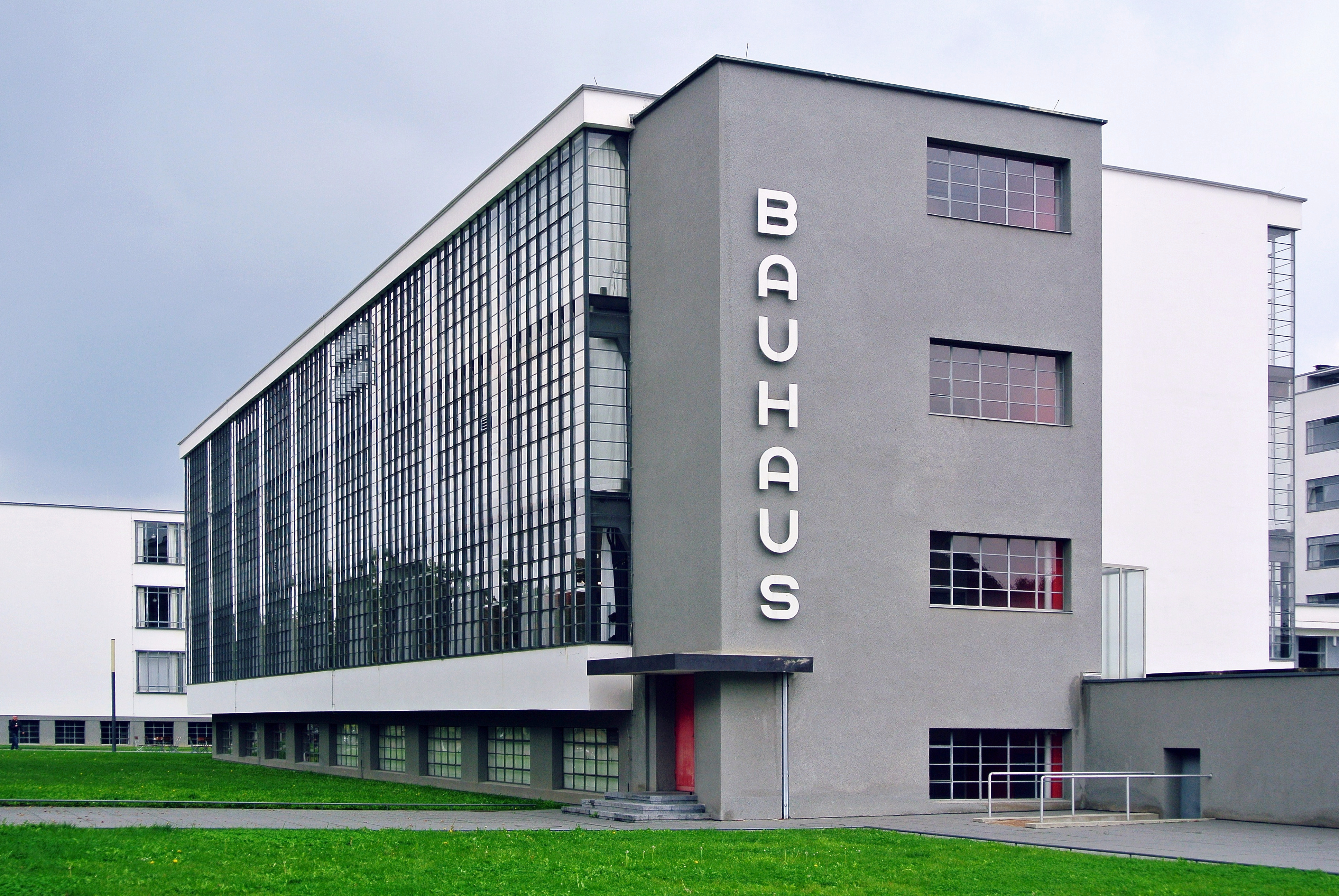
Escola de Arte Bauhaus em Dessau, Alemanha.

A Staatliches Bauhaus, mais conhecida como Escola de Bauhaus foi uma escola Alemã de Artes que trouxe consigo uma forma inovadora de aprender sobre a arte, experimentando diversas técnicas, materiais e instrumentos, algo revolucionário para a época em questão, pois o que estava em alta na Europa pós-guerra era um estilo excessivo e com muitos ornamentos. A escola era vista como justa e igualitária, pois dizia possuir igualdade de gênero e aceitava ambos os sexos, porém na prática não era bem assim, dado que as mulheres tinham permissão apenas para se matricularem em cursos de cerâmica, tecelagem e em outras disciplinas consideradas femininas. Conforme a visão deles, as mulheres deveriam ser restringidas a suas posições designadas, dedicando-se à produção de tecidos inovadores para atender às demandas da indústria da moda e manufatura.
Contudo, essa situação mudou quando o artista László Moholy-Nagy, foi contratado para a parte administrativa da Bauhaus, após a expulsão do professor Johannes Itten. Com essa mudança a escola progrediu, o que beneficiou as alunas, pois agora elas podiam e eram incentivadas a buscarem outras especializações em programas que as interessavam.

## Obras

###### Fotos de Máscara (Mask Portraits)
Em 1927, ao concluir seus estudos, Gertrud abandonou definitivamente a prática da tecelagem e, em vez disso, encontrou sua paixão pela fotografia. Como fotógrafa amadora o que mais interessava Arndt ao tirar essas fotos era a possibilidade de experimentar disfarces. Diferente de suas fotografias feitas anteriormente e também da maiorias das fotos produzidas nesse mesmo período na Bauhaus, os autorretratos de Gertrud não eram experimentos com visões detalhadas e perspectivas extremas. Arndt se apresentava em posições semelhantes, sempre se retratanto de metade do tronco para cima. Ela  alterava o fundo utilizando materiais diversos e em suas roupas combinava vários véus de tule, chapéus e outros acessórios. Suas Mask Photos não são auto-retratos que detalha a identidade do fotógrafo, mas sim exemplos pioneiros do tipo de autodramatização que também pode ser encontrado no trabalho de Gillian Wearing e Cindy Sherman – fotógrafas que sempre  utilizam novos disfarces  para se desassociarem ao máximo da própria imagem, ao ponto de ficarem irreconhecíveis ao se fotografarem. Elas se dramatizam como "outros": pessoas que não têm muito a ver com o fotógrafo. Porém, Arndt não atingiu suas metamorfoses em variadas figuras femininas clichês por meio de desfamiliarizações, através de maquiagem ou fantasias semelhantes a máscaras. Ela usou seu interesse pela face e sua multiplicidade de expressões e sua capacidade de transformação, a fim de explorar a diversidade na expressividade facial e suas limitações. Assim, em cada foto a realidade era transformada e questionada "O que é um rosto na realidade? Até que ponto uma expressão é capaz de revelar a natureza interior de uma pessoa? Qual a importância da maquiagem, do contexto do figurino e da expressão facial?".
Os autorretratos semelhantes a máscaras de Gertrud Arndt demonstram sua afinidade com o têxtil, assim como seu prazer em experimentar imagens contemporâneas de mulheres. Ela própria resumiu as Fotos da Máscara dizendo: "Você só precisa abrir os olhos e já é outra pessoa, ou pode abrir bem a boca ou algo assim, e uma pessoa diferente já apareceu. E se você se fantasiar também... É como se olhar no espelho e fazer caretas... Basicamente, uma imagem espelhada." Gertrud, teve os autorretratos reconhecidos apenas na década de 1980, quando foi reconhecida como uma retratista icônica, por conta da sua criatividade na produção e expressões em suas fotografias.

###### Os tapetes de Gertrud Arndt
Além de seu talento com a fotografia, enquanto Gertrud estudava na Bauhaus, ela produziu peças únicas de tecelagem, ela era uma das alunas mais destacadas da escola e especialista em desenhar tapetes abstratos. O diretor da escola Walter Gropius, pendurou uma de suas peças de tecelagem na parede principal de seu escritório na escola. No entanto, após se formar Gertrud nunca mais costurou ou tricotou, ela focou apenas em suas fotografias, já que era o que ela realmente gostava. Claramente, uma das maiores influencias de tecelagem de Arndt na época era Paul Klee, ou quem sabe, as obras dela eram influência para as dele.